# دم‌کن قوری

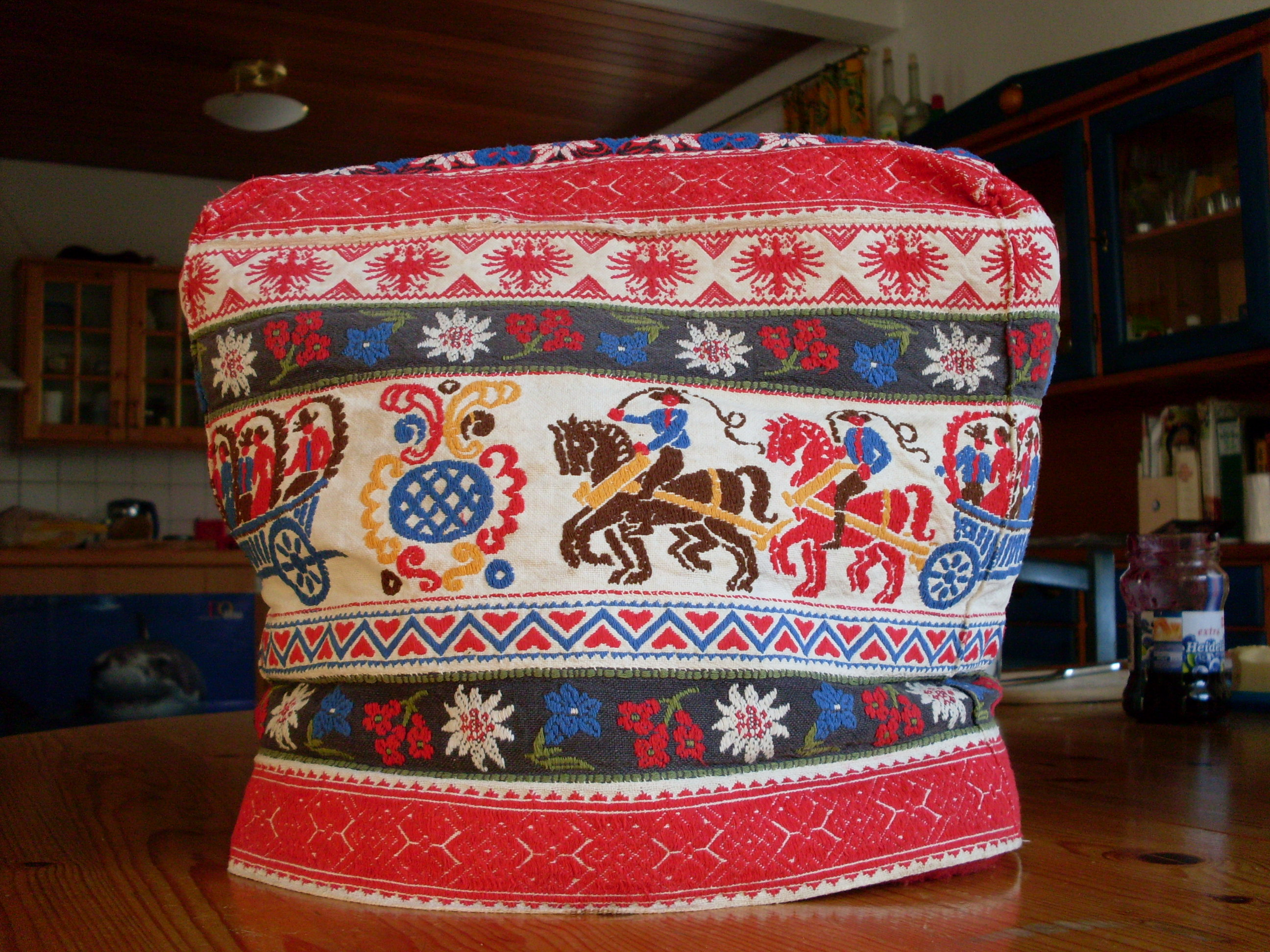
دم‌کن قوری سنتی آلمانی

دم‌کن قوری (به انگلیسی: Tea cosy) (انگلیسی آمریکایی: tea cozy) یک پوشش برای قوری است. شکل سنتی آن از پارچه تهیه می‌شود. این پوشش به عنوان یک عایق حرارتی بکار رفته و باعث گرم نگاه داشته شدن مواد داخل قوری می‌شود.

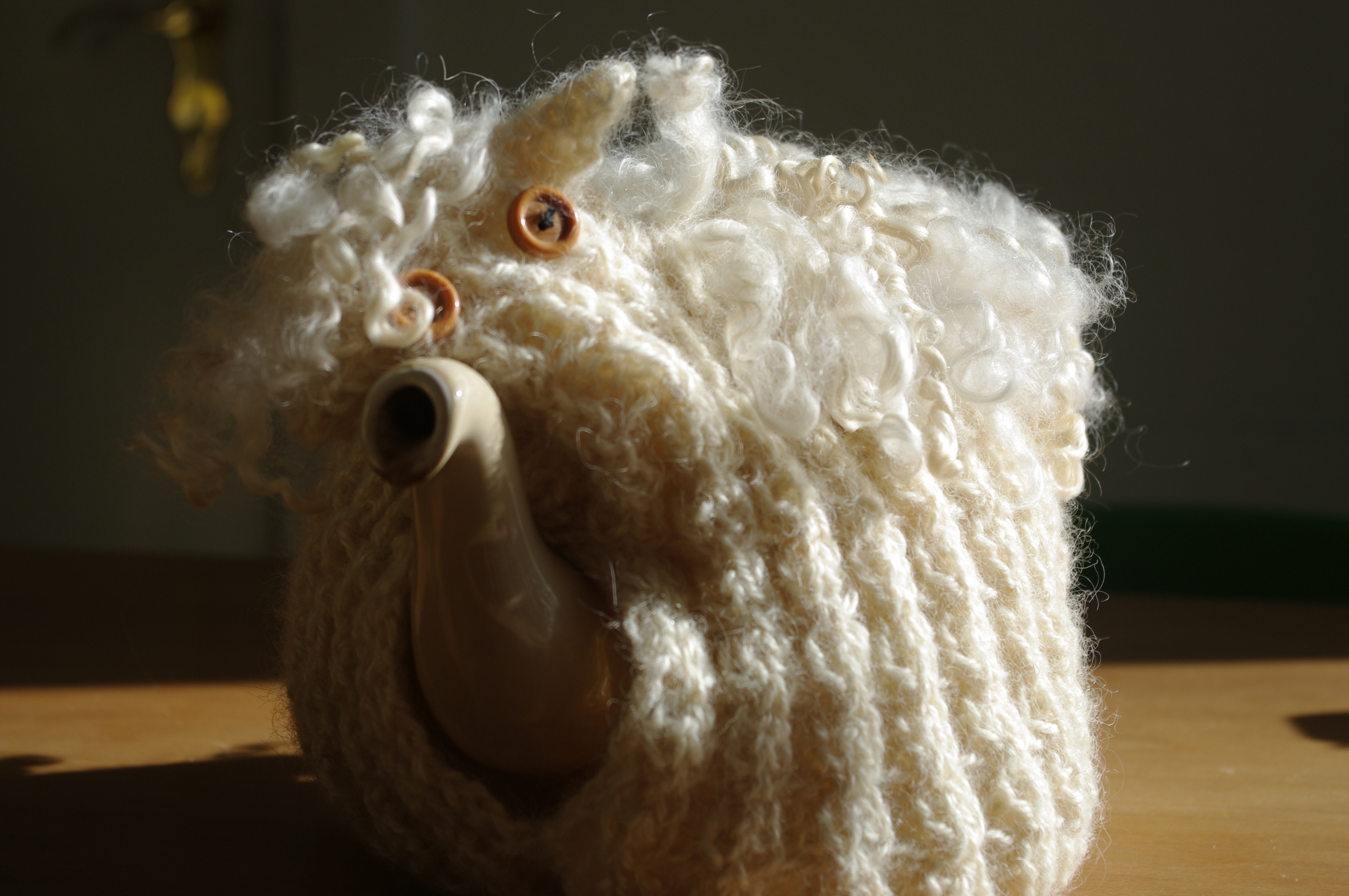
دم کن قوری به شکل گوسفند
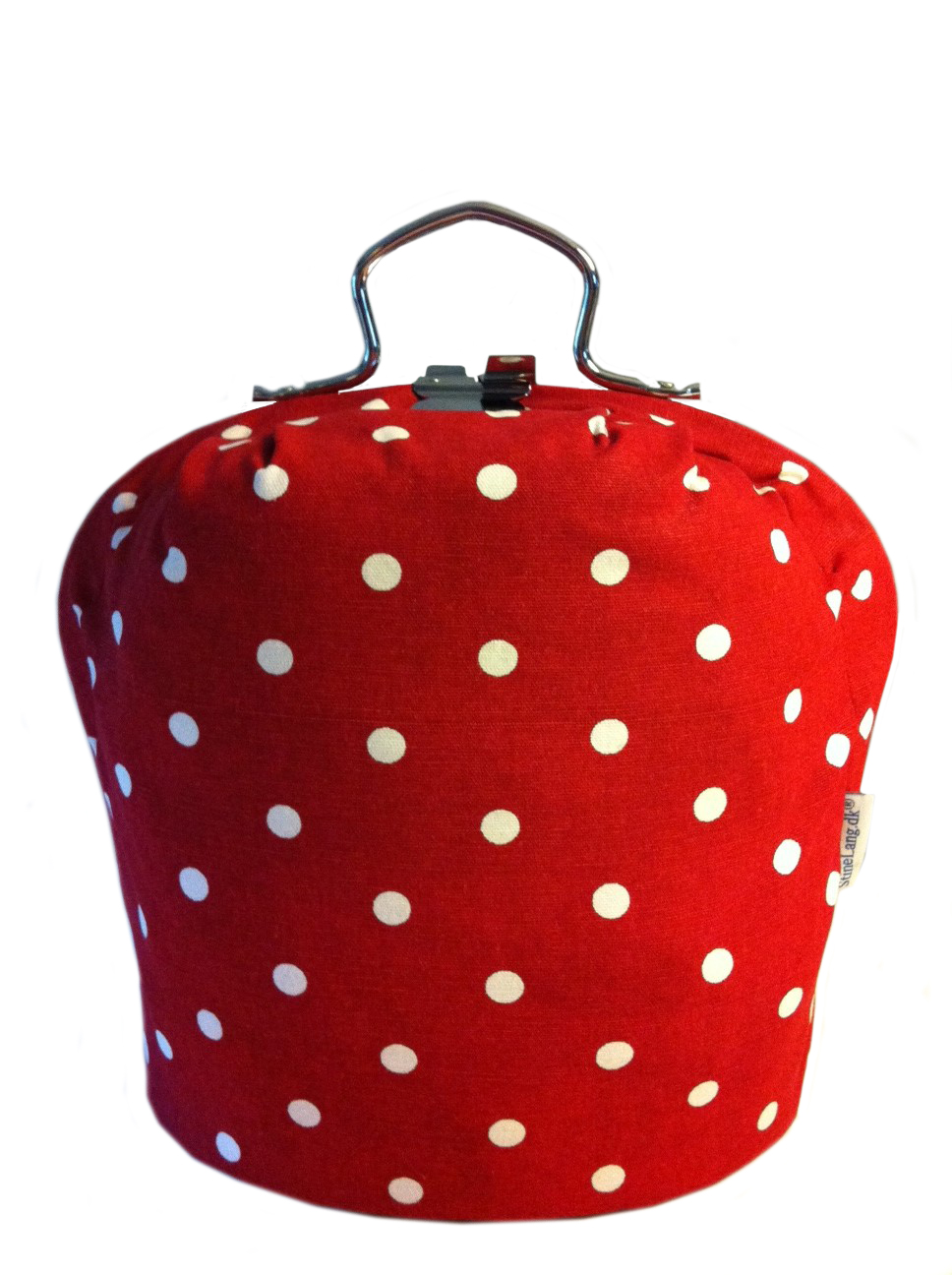
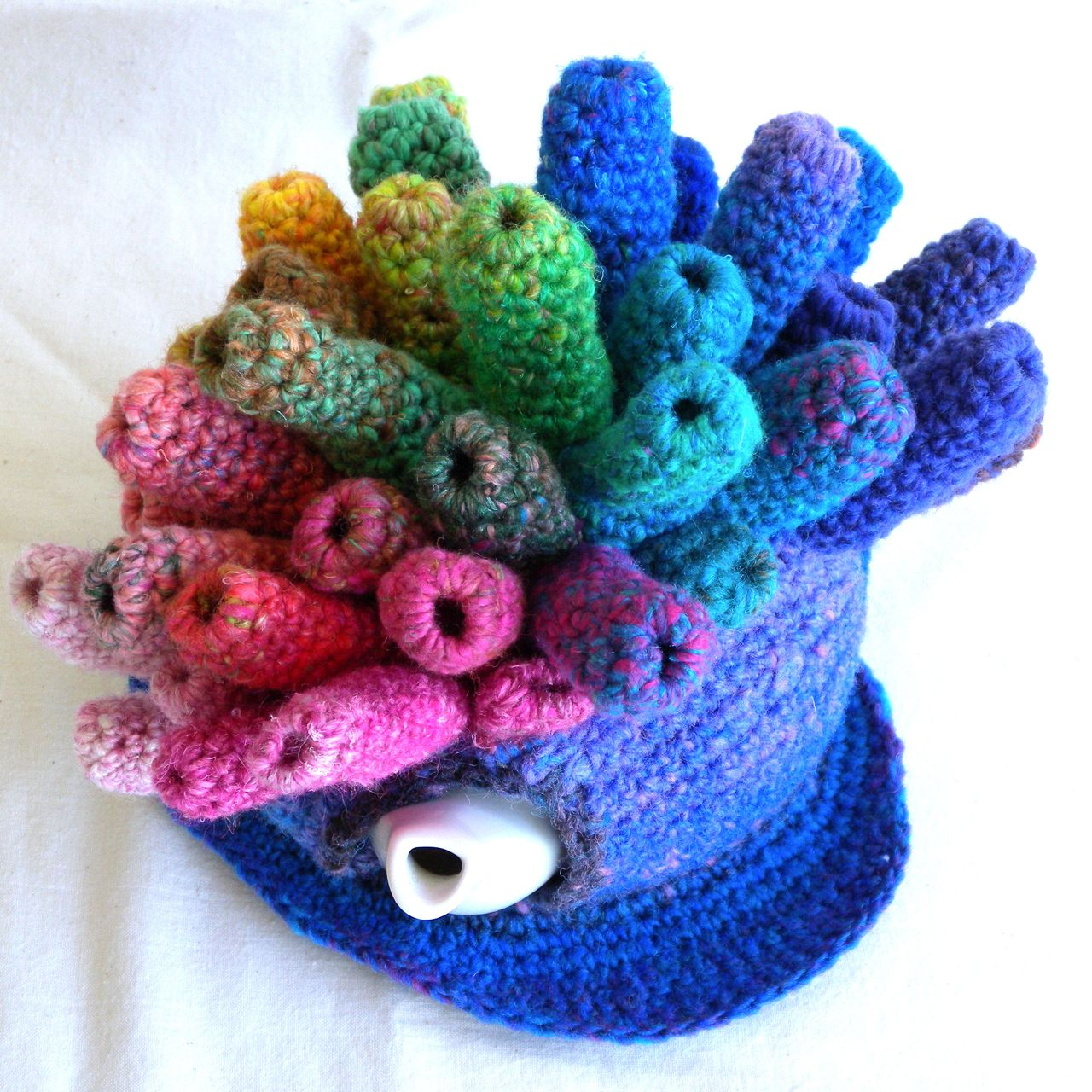